# Regionalwahlen in Madeira 2015
Die Regionalwahlen in Madeira 2015 waren die elften Regionalwahlen in Madeira seit der Wiedereinführung der Demokratie in Portugal 1974 und fanden am 29. März statt. Dabei standen 47 Sitze zum Regionalparlament der Autonomen Region Madeira zur Wahl. Präsident Alberto João Jardim trat nach 36 Jahren an der Regierung nicht mehr zur Wahl an. Sein Nachfolger als Spitzenkandidat der Sozialdemokratischen Partei war der ehemalige Bürgermeister von Funchal, Miguel Albuquerque. Dieser fuhr mit rund 45 % das bisher schlechteste Wahlergebnis seiner Partei ein, hält aber mit 24 Mandaten weiterhin knapp die absolute Mandatsmehrheit. Regionalwahlen finden in Madeira alle vier Jahre statt, die letzte Wahl erfolgte am 9. Oktober 2011. Die Wahlbeteiligung erreichte mit 49,72 % einen historischen Tiefststand.

## Parteien
siehe auch: Liste der politischen Parteien in Portugal
- PPD/PSD – Sozialdemokratische Partei (konservativ)
- CDS-PP – CDS – Portugiesische Volkspartei
- Wahlbündnis Mudança (Veränderung) aus PS – Sozialistische Partei, PAN – Partei für Tiere und Natur, PTP – Portugiesische Arbeiterpartei und MPT – Partido da Terra (Partei der Erde)1
- Coligação Democrática Unitária – CDU – Wahlgemeinschaft aus der Kommunistischen Partei Portugals (PCP) und den Grünen (PEV)
- PND – Nova Democracia
- B.E. – Bloco de Esquerda (Linksblock)
- JPP – Juntos pelo Povo (Gemeinsam für das Volk)
- MAS – Bewegung Sozialistische Alternative
- PNR – Partei der nationalen Erneuerung
- PCTP/MRPP – Kommunistische Partei der portugiesischen Werktätigen

1 PS, PAN, PTP und MPT traten bei der Wahl 2011 getrennt an.

## Wahlergebnisse
- BE: 2
- CDU: 2
- PS: 6
- JPP: 5
- PSD: 24
- PP: 7
- PND: 1

|                 | Partido Social Democrata             | 56.690  | 44,33 | −4,23   | 24 | −1  |
|                 | Partido Popular                      | 17.514  | 13,69 | −3,93   | 7  | −2  |
|                 | Partido Socialista + PTP + PAN + MPT | 14.593  | 11,41 | −11,011 | 6  | −51 |
|                 | Juntos pelo Povo                     | 13.228  | 10,34 | −       | 5  | +5  |
|                 | Coligação Democrática Unitária2      | 7.082   | 5,54  | +1,78   | 2  | +1  |
|                 | Bloco de Esquerda                    | 4.859   | 3,80  | +2,09   | 2  | +2  |
|                 | Partido da Nova Democracia           | 2.628   | 2,05  | −1,22   | 1  | −   |
|                 | Sonstige                             | 5.833   | 4,56  | +0,93   | −  | −   |
|                 | Leere Stimmzettel                    | 1.113   | 0,87  | −0,13   |    |     |
|                 | Ungültige Stimmzettel                | 4.353   | 3,40  | +1,50   |    |     |
|                 | Gesamt                               | 127.893 | 100,0 |         | 47 |     |
| Wahlberechtigte | Wahlberechtigte                      | 257.232 |       |         |    |     |
| Wahlbeteiligung | Wahlbeteiligung                      | 49,72 % |       |         |    |     |
| Quelle:         |                                      |         |       |         |    |     |

1 Verlust bezogen auf die addierten Einzelergebnisse der beteiligten Parteien bei der Wahl

2 Die Coligação Democrática Unitaria ist eine Listenverbindung aus PCP und den Grünen (PEV).